# Maine Red Claws 2010-2011
La stagione 2010-11 dei Maine Red Claws fu la 2ª nella NBA D-League per la franchigia.
I Maine Red Claws arrivarono quinti nella Eastern Conference con un record di 18-32, non qualificandosi per i play-off.

## Roster
| N° | Naz.                   | Ruolo | Sportivo           | Anno | Alt. | Peso |
| -- | ---------------------- | ----- | ------------------ | ---- | ---- | ---- |
| 10 | Stati Uniti (bandiera) | G     | Lewis Clinch       | 1987 | 191  | 88   |
| 10 | Stati Uniti (bandiera) | G     | Lawrence Westbrook | 1988 | 183  | 84   |
| 11 | Stati Uniti (bandiera) | G     | Sherron Collins    | 1987 | 180  | 98   |
| 11 | Stati Uniti (bandiera) | G     | Craig Winder       | 1984 | 188  | 86   |
| 12 | Stati Uniti (bandiera) | G     | Kenny Hayes        | 1987 | 188  | 79   |
| 13 | Stati Uniti (bandiera) | G     | Avery Bradley      | 1990 | 188  | 88   |
| 14 | Stati Uniti (bandiera) | A     | Jamar Smith        | 1987 | 191  | 84   |
| 15 | Stati Uniti (bandiera) | G     | Antonio Anderson   | 1985 | 198  | 98   |
| 15 | Stati Uniti (bandiera) | G     | Matt Janning       | 1988 | 193  | 90   |
| 17 | Stati Uniti (bandiera) | A     | LaMonte Ulmer      | 1986 | 198  | 98   |
| 19 | Stati Uniti (bandiera) | G     | Mario West         | 1984 | 196  | 95   |
| 22 | Gabon (bandiera)       | A     | Stéphane Lasme     | 1982 | 203  | 98   |
| 23 | Nigeria (bandiera)     | GA    | Chamberlain Oguchi | 1986 | 198  | 91   |
| 24 | Senegal (bandiera)     | C     | Bamba Fall         | 1986 | 216  | 104  |
| 24 | Stati Uniti (bandiera) | GA    | Paul Harris        | 1986 | 196  | 100  |
| 32 | Stati Uniti (bandiera) | A     | DeShawn Sims       | 1988 | 203  | 102  |
| 33 | Stati Uniti (bandiera) | C     | Jordan Eglseder    | 1988 | 213  | 127  |
| 34 | Stati Uniti (bandiera) | A     | Eugene Spates      | 1987 | 201  | 100  |
| 42 | Stati Uniti (bandiera) | C     | James Cripe        | 1984 | 213  | 120  |
| 42 | Stati Uniti (bandiera) | A     | Vernon Goodridge   | 1984 | 206  | 109  |
| 44 | Stati Uniti (bandiera) | A     | Tiny Gallon        | 1991 | 208  | 137  |
| 50 | Stati Uniti (bandiera) | AC    | Magnum Rolle       | 1986 | 211  | 102  |

## Staff tecnico
- Allenatore: Austin Ainge
- Vice-allenatori: Hernando Planells
- Preparatore atletico: Benjamin Pringle